# Ontur
Ontur er en by og kommune i det sydøstlige Spanien i provinsen Albacete. Den har et indbyggertal på 1.890 (2024) indbyggere.